# Anatoma munieri
Anatoma munieri is een slakkensoort uit de familie van de Anatomidae. De wetenschappelijke naam van de soort is voor het eerst geldig gepubliceerd in 1862 door P. Fischer.